# Павел Цагаш
Павел Цагаш (чеськ. Pavel Cagaš; 30 жовтня 1963, м. Брно, Чехословаччина ) — чехословацький та чеський хокеїст, воротар.

## Ігрова кар'єра
Павел розпочав свою професійну кар'єру хокеїста в Чехословацькій хокейній лізі у складі ХК «Вітковіце», виступав також за клуби «Літвінов» та «Оломоуць».
У 1995 році перебрався до Німеччини, де три сезони відіграв за «Кассель Хаскіс».
У сезоні 1998/99 повернувся до Чехії, виступав за «Слезан» (Опава) але кінець сезону провів у складі «Адлер Мангейм» ставши чемпіоном Німеччини. Після завоювання титулу чемпіона Німеччини повернувся на батьківщину, де відіграв сезон за ХК «Гавіржов».
У 2000-их роках Цагаш виступав за німецькі клуби: «Ганновер Скорпіонс», «Бремергафен» та «Браунлаге».

## Нагороди та досягнення
- 1999 чемпіон Німеччини у складі «Адлер Мангейм»